# 神経因性膀胱
神経因性膀胱（しんけいいんせいぼうこう、英: Neurogenic bladder dysfunction or neurogenic bladder）とは、排尿の制御に関与する、中枢神経系または末梢神経の疾患または損傷に起因する膀胱障害を指す。神経因性膀胱には、根本的な原因や症状に応じて幾つかの病型がある。症状には、過活動膀胱、尿意切迫感、頻尿、失禁、排尿困難などがある。脊髄損傷、多発性硬化症、脳卒中、脳損傷、二分脊椎、末梢神経損傷、パーキンソン病、その他の神経変性疾患など、さまざまな疾患や状態が神経因性膀胱の原因となる。神経因性膀胱は、病歴聴取と身体所見、画像診断、およびより専門的な検査によって診断される。対症療法に加えて、治療は基礎疾患の性質によって異なり、行動変容、薬物療法、手術、またはその他の処置によって管理される。神経因性膀胱の症状、特に尿失禁は、QOLを著しく低下させることがある。

## 疫学
神経因性膀胱の全体的な有病率は、排尿機能障害の原因となりうる疾患が多岐にわたるため、よく分かっていない。米国では、パーキンソン病患者の37～72％に神経因性膀胱がみられる。神経因性膀胱は、脊髄損傷および多発性硬化症でよく見られる。脊髄損傷後1年で、何らかの排尿機能障害を示す割合は80％を超える。多発性硬化症患者では、膀胱機能障害の種類および重症度はさまざまであるが、20～25％が神経因性膀胱を発症する。膀胱の機能障害は二分脊椎の患者にもよくみられるが、二分脊椎は米国では出生1000人に1人が罹患している。二分脊椎患者の約61％に何らかの尿失禁があることが報告されている。脊髄損傷患者の約70～80％が程度の差こそあれ膀胱機能障害を有している。

## 分類
神経因性膀胱には、根本原因によって様々な病型がある。これらは症状が類似していることも多い。

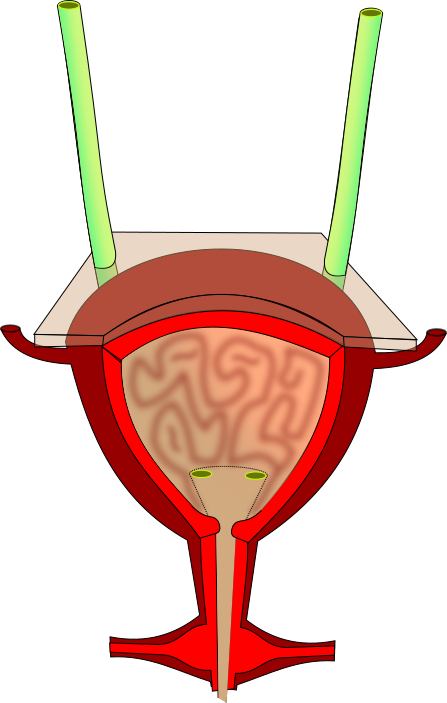
膀胱と尿道（赤）と尿管（緑）

### 無抑制膀胱
無抑制膀胱（Uninhibited bladder）は、通常、脳卒中や脳腫瘍による脳の損傷が原因である。このため、膀胱の充満感が低下し、膀胱容量が少なくなり、尿失禁を起こすことがある。他の神経因性膀胱とは異なり、腎障害を引き起こす可能性のある高い膀胱圧には至らない。

### 痙性膀胱
痙性膀胱（上位型または反射亢進型としても知られている）では、膀胱排尿筋と尿道括約筋が連動せず、同時に強く収縮する。この現象は、排尿筋括約筋協調不全（Detrusor sphincter dyssynergia: DSD）とも呼ばれる。このため、尿閉が起こり、膀胱内の圧力が高くなり、腎障害が生じる可能性がある。膀胱の筋緊張が亢進するため、膀胱容量は通常より小さくなる。痙性膀胱は通常、第10胸椎（T10）以上の脊髄損傷によって引き起こされる。

### 弛緩性膀胱
弛緩性膀胱（下位型  または低緊張性膀胱とも呼ばれる）では、膀胱の筋肉が正常に収縮する能力を失う。このため、膀胱が満たされていても尿を排泄できず、膀胱容量が大きくなる。内尿道括約筋は正常に収縮するが、尿失禁はよくみられる。このタイプの神経因性膀胱は、脊髄から膀胱に至る末梢神経の損傷によって引き起こされる。

### 混合型
混合型の神経因性膀胱では、上記の症状が複合的にみられる。混合型Aでは、膀胱の筋肉は弛緩しているが括約筋は過活動である。このため、膀胱が大きく低圧になり、排尿ができなくなるが、痙性膀胱ほど腎障害のリスクはない。混合型Bは、外括約筋弛緩と痙性膀胱を特徴とし、失禁が問題となる。

## 症状と兆候
神経因性膀胱は、尿意切迫感、尿失禁、排尿困難（尿閉）など、さまざまな排尿症状を引き起こす可能性がある。膀胱機能障害の最初の徴候は、尿路感染症（UTI）の再発かもしれない。

### 合併症
神経因性膀胱は、水腎症（尿の蓄積による腎臓の拡張）、再発性尿路感染、再発性尿路結石を引き起こし、腎機能を低下させる可能性がある。これは、膀胱圧が高くなる痙性神経因性膀胱において特に重大である。腎不全は、以前は脊髄損傷患者の死亡の主な原因であったが、膀胱管理の改善により、現在では劇的に少なくなっている。

## 原因
尿の貯留と排泄（排尿）には、膀胱を空にする筋肉（排尿筋）と膀胱の外括約筋との協調が必要である。この協調は、中枢神経系、末梢神経系、自律神経系の損傷や疾患によって障害されることがある 。これには、脳の排尿中枢から、脊髄、末梢神経、膀胱への経路のいずれかの時点で、膀胱の信号伝達が障害されるあらゆる状態が含まれるが、中枢神経系以上の病変と末梢神経系以下の病変に大別される。

### 中枢神経系
脳または脊髄の損傷は、神経因性膀胱の最も一般的な原因である。脳への損傷は、脳卒中、脳腫瘍、多発性硬化症、パーキンソン病または他の神経変性疾患によって引き起こされる。膀胱病変は、橋の領域に損傷がある場合に起こりやすい。脊髄の損傷は、外傷、脱髄疾患、ビタミンB12欠乏症、脊髄空洞症、馬尾症候群、または二分脊椎によって起こりうる。椎間板ヘルニア、腫瘍、脊柱管狭窄症などによる脊髄圧迫も、神経因性膀胱を引き起こすことがある。

### 末梢神経系
脊髄から膀胱に向かう神経（末梢神経）の損傷は、神経因性膀胱（通常は弛緩型）の原因となる。神経の損傷は、糖尿病、アルコール依存症、ビタミンB12欠乏症によって引き起こされることがある。末梢神経はまた、腫瘍摘出などの骨盤の大手術の合併症として損傷することもある。

## 診断

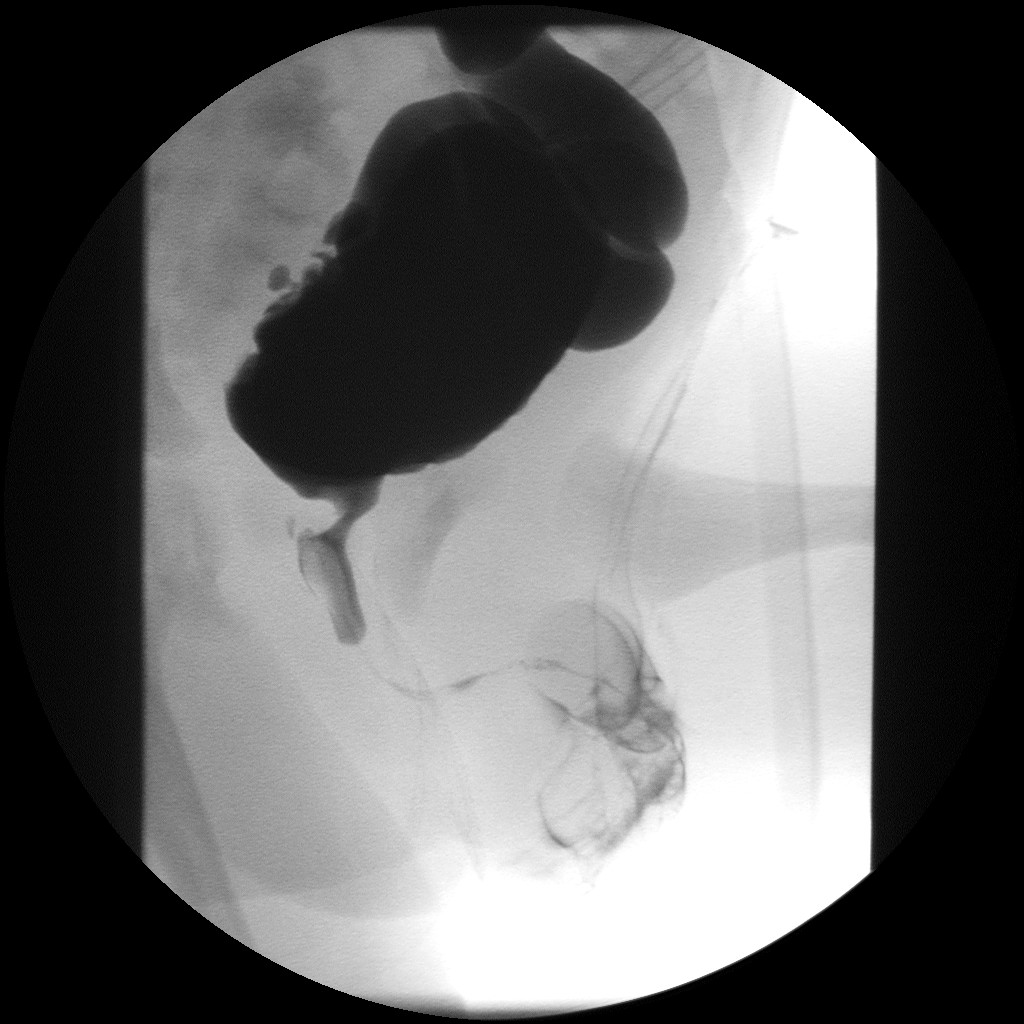
尿道と膀胱の拡張を伴う尿路閉塞を示す膀胱尿道造影

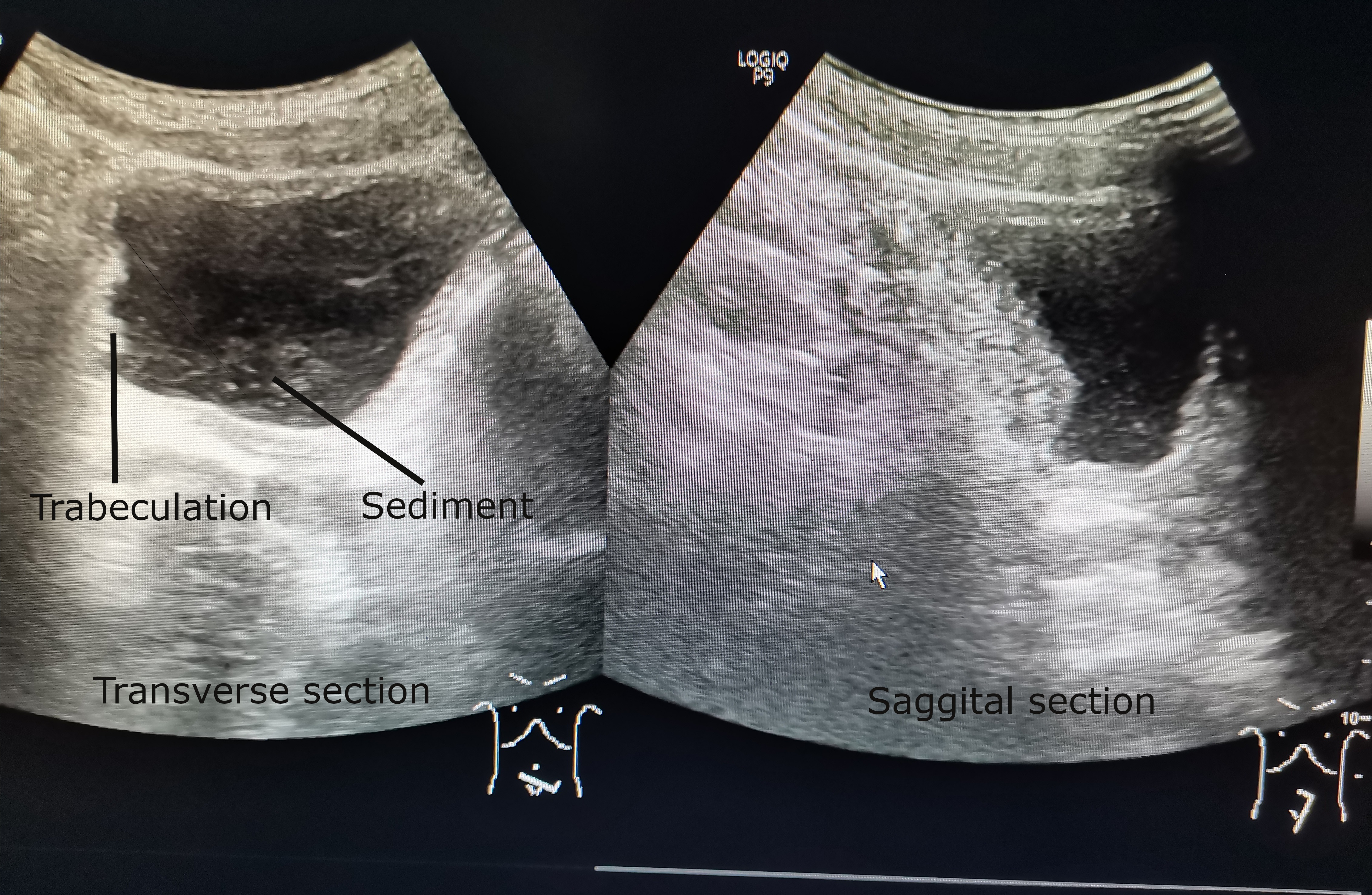
神経因性膀胱を有する下半身麻痺患者の定期的な超音波検査による経過観察では、膀胱壁が肥厚し、膀胱内に肉柱と沈殿物が認められる。

神経因性膀胱の診断は、完全な病歴聴取と身体診察に基づいて行われ、画像診断や専門的な検査が必要になることもある。病歴には、発症時期、期間、誘因、重症度、併存疾患、および服薬（抗コリン薬、カルシウム拮抗薬、利尿薬、鎮静薬、 交感神経α受容体作動薬、交感神経α受容体遮断薬を含む）に関する情報を含める必要がある。排尿症状には、頻尿、切迫感、失禁、または再発性尿路感染症（UTI）が含まれる。症状負荷を定量化するには、質問票が有用である。小児では、出生前発育および発育歴を聴取することが重要である。
超音波検査では、膀胱の形状、排尿後の残尿量、腎臓の大きさ、厚さ、尿管拡張などの腎臓障害の証拠に関する情報を得ることができる。超音波検査での肉柱膀胱は、水腎症や結石などの尿路異常を発症するリスクが高いことが示唆される。排尿時膀胱尿路造影検査では、造影剤を使用して、充満時と排尿後の膀胱の画像を取得し、神経因性膀胱と一致する膀胱形状の変化を知ることができる。
尿流動態検査（ウロダイナミクス検査）は神経因性膀胱の評価の重要な要素である。尿流動態検査とは、膀胱内の圧力と容積の関係を測定することである。膀胱は通常、低い圧力で尿を貯留しており、排尿は劇的な圧力上昇なしに完了する。膀胱内圧が40cmH2O以上になると、腎臓が障害される可能性がある。膀胱内圧は、シストメトリーによって測定することができ、膀胱をカテーテルで人為的に満たし、膀胱内圧と排尿筋の活性を運動をモニターする。膀胱の柔軟性（コンプライアンス）だけでなく、不随意性の排尿筋活動のパターンも評価することができる。排尿筋括約筋協調不全（Detrusor sphincter dyssynergia: DSD）を検査するための最も有用な検査は、シストメトリーと尿道外括約筋の筋電計検査を同時に行うことである。尿流量測定は、尿流量を測定し、それを用いて、排尿筋の強さおよび括約筋の抵抗を推定することができる侵襲性の低い検査である。尿道圧モニタリングは、DSDを評価するための侵襲性の低いもう1つのアプローチである。これらの検査は、特に症状が悪化した場合、または治療に対する反応を測定するために、定期的に繰り返すことができる。
血清クレアチニンなどの血液検査による腎機能の評価を受けるべきである。
特に腫瘍などによる尿路の閉塞が懸念される場合は、CTやMRIによる骨盤の画像診断が必要な場合がある。膀胱内は膀胱鏡で観察可能である。

## 治療
治療は神経因性膀胱のタイプや併存疾患によって異なる。治療戦略には、尿道カテーテル、薬物療法、手術、その他の処置が含まれる。治療の目標は、上部尿路の構造と機能を維持し、神経因性膀胱患者の生活の質を改善することにある。

### 投薬
多くの患者に対する第一選択療法は、抗コリン薬である。これらは、膀胱の筋肉が過剰に活動し、尿をためる能力を失った患者に使用される。オキシブチニンは、一般的な抗コリン薬で、排尿筋のムスカリンM3受容体を遮断することで膀胱収縮を抑制するために使用される。一方、この薬剤には口渇、便秘、発汗減少などの副作用がある。薬物の過剰な作用から、新たに排尿困難が生じる可能性があるため、経過観察が必要である。トルテロジンは、作用時間の長い抗コリン薬であり、副作用が少ない可能性がある。
尿閉に対しては、ベタネコールなどのコリン作動薬（ムスカリン作動薬）が膀胱の収縮能を改善することができる。また、交感神経α受容体遮断薬は、十分な膀胱筋機能があれば、排尿抵抗を減少させ、残尿を無くすことができる。

### 尿道カテーテル
尿道カテーテルは、排尿（膀胱を空にすること）が困難な患者に対する標準的なアプローチである。多くの患者では、手術や恒久的な器具の装着を伴わない間欠的導尿で十分である。間欠的カテーテル留置では、ストレートカテーテル（通常、使い捨てまたは単回使用製品）を1日に数回使用して膀胱を空にする。使い捨てのストレートカテーテルを使用できない場合は、フォーリーカテーテルを使用すると、連結されている滅菌済み排尿バッグに尿を持続的に排出（ドレナージ）することができるが、このようなカテーテルは合併症の発生率が高い。
外部から圧力を加えたり（手など）、腹部に力を入れたりして膀胱を完全に空にすることができたとしても、尿道カテーテルの方が好ましい。尿道カテーテル以外のこれらの方法は、膀胱排尿筋内の圧力を上昇させ、さらなる膀胱機能障害を引き起こしたり、膀胱破裂を生じたりする可能性がある。

### ボツリヌストキシン
ボツリヌストキシン（ボトックス）は、使用法が2つある。痙性神経因性膀胱の場合、膀胱の筋肉（排尿筋）に注射することで、6～9ヵ月間弛緩させることができる。これにより膀胱圧上昇を防げるが、この間は間欠的導尿を行わねばならない。
また、ボトックスを外括約筋に注射することで、排尿筋括約筋協調不全（Detrusor sphincter dyssynergia: DSD）患者の尿道括約筋の痙攣を麻痺させることができる。

### ニューロモデュレーション
非外科的療法（経尿道的電気膀胱刺激）、低侵襲的処置（仙骨ニューロモデュレーション）、手術的療法（仙骨神経根の解剖学的再構成）など、膀胱の神経と筋肉の相互作用を変化させるさまざまな治療戦略がある。

### 手術
外科的介入は、内科的アプローチが最大限尽くされた場合に考慮される。手術の選択肢は、尿流動態検査で観察される機能障害のタイプによって異なり、以下のようなものがある：
- 尿路変向術（英語版）：腹部の皮膚にストーマを造設し、尿道を迂回して皮膚の開口部から直接膀胱を空にする方法。この経路は腸で作成され、導管（couduit）と呼ばれる。いくつかの手技が用いられる。そのひとつがミトロファノフ法（Mitrofanoff appendicovesicostomy）（英語版）である。この場合、虫垂または回腸の一部（Yang-Monti導管、または回腸導管）を使って迂回路を作る[12]。回腸と上行結腸を使って、尿道カテーテル留置が可能な代用膀胱（インディアナパウチ（英語版））を作ることもできる。
- 尿道ステント（英語版）または尿道括約筋切開術は、膀胱圧を減少させることができる他の外科的アプローチであるが、採尿バッグを使用する必要がある[5]。
- 尿道スリング手術（英語版）は成人にも小児にも適応がある[14][15][16]。
- 人工尿道括約筋は、成人および小児患者において良好な治療成績を示している[17][15][18]。人工尿路括約筋は制御ポンプ、尿道周囲に装着する膨張式カフ、圧力調整バルーンという3つの部品から構成されている[19]。97人の患者を平均4年間追跡調査したある研究では、追跡調査期間中、92％が昼夜を問わず排尿を制御できた[18]。しかし、この研究では中間型の病型の神経因性膀胱の患者は補助的膀胱形成術を受けた。さらに、ある研究では、人工尿道括約筋とスリング手術の成功率に有意差はなかったが、人工尿道括約筋の方がスリング手術よりも、患者の追加手術の必要性がより高くなる傾向があることが示された[20]。
- 膀胱頸部閉鎖術は、失禁の最後の治療法となりうる大手術であり、膀胱を空にするためにミトロファノフストーマが必要である[21]。

#### 小児に対する術式
- ミトロファノフ手術：虫垂や回腸などの導管を使用して、高圧膀胱の尿を皮膚に迂回させてストーマを形成し、ストーマから膀胱にカテーテルを留置する手術。この手術は、二分脊椎、尿道狭窄、泌尿生殖器異常、内科的治療に抵抗性の悪化した膀胱機能障害などに適応される。これらの手術を低侵襲ロボットで行う医療機関も出てきている[22][23][24]。
  - 虫垂を用いたミトロファノフ手術：虫垂は盲腸から授動されるが、その血液源（腸間膜）とはつながったままである。カテーテルを盲腸に通し、盲腸が開存していることを確認する。その後、虫垂を片側は膀胱に、もう片側は腹部の皮膚につなぎ、ストーマを形成する[22]。
  - ヤン・モンティ・ミトロファノフ手術：2～3cm長の小腸（回腸）を使用する。回腸を膀胱まで移動させ、片側を膀胱に、反対側を腹部の皮膚に接続し、腸を使ってストーマを形成する[22]。
- 膀胱拡大術：腸の一部を用いて膀胱の容量を増大させる手術の一種。この手術は、膀胱容量が少ない患者、膀胱のコンプライアンスが悪い患者、薬物治療に抵抗性の過活動膀胱の患者に適応される[25][26]。
  - 回腸膀胱形成術：最も一般的な術式である。小腸の一部（回腸）を分離し、残りの腸から切り離す。残りの腸は再び吻合される。切離された回腸は切り開かれ、膀胱の容量を増やすために膀胱に縫合される[25][26]。
  - 胃、盲腸、S状結腸も膀胱容量増大のために使用されてきたが、一般的にはあまり使用されていない[26]。
  - 排尿筋切除（Detrusorectomy）：排尿筋の一部を膀胱から切り離して容量を増やす[27]。
- 尿道スリング手術：骨盤底筋が麻痺し、尿失禁がある患者によく行われる手術のひとつ。
  - 男性における尿道スリング手術：膀胱頸部/前立腺と直腸の間に面を形成し、尿失禁を防ぐためのテープを通すことができるようにする[27]。
  - 女性における尿道スリング手術：膀胱頸部と膣前壁の間に面を形成し、尿失禁を防ぐためのテープを通すことができるようにする[27]。

## 精神科疾患
原疾患として、精神科の疾患が心因性の身体症状を来すことがある。(膀胱の)身体症状症 （bladder somatic symptom disorder: SSD）、心因性尿意切迫（psychogenic urgency）、心因性排尿困難（bashful bladder)などと呼ばれる。膀胱の身体症状症は、単独でみられる場合と、不眠などの全身の身体症状症の一部としてみられる場合があり、いずれも神経因性膀胱と比べ軽度といえる。

## 社会と文化

### 経済負担
神経因性膀胱機能障害が個人および医療システムに及ぼす負担は相当なものであるが、ケアにかかる実際の費用はあまり分かっていない。最近のシステマティック・レビューによれば、神経因性膀胱のケアの現状に関連する世界的な費用が評価され、日常的ケアの年間費用は2,039.69ドルから12,219.07ドルであり、合併症を考慮すると生涯費用は112,774ドルに達する。尿道カテーテルと吸収補助具（紙おむつなど）は、日常ケアにおける支出の中で最も費用のかかるカテゴリーの1つである。より侵襲的で再建的な治療はさらに費用がかかることが判明しており、その費用は18,057ドルから55,873ドルであった。

## 関連文献
- 日本排尿機能学会について - 日本排尿機能学会
- パーキンソン病における下部尿路機能障害診療ガイドライン　日本排尿機能学会(編集)　ISBN 978-4-498-06428-7
- 脊髄損傷における排尿障害の診療ガイドライン　日本脊髄障害医学会・日本排尿機能学会(編集)  ISBN 978-4-903849-15-7
- 二分脊椎に伴う下部尿路機能障害の診療ガイドライン　日本排尿機能学会(編集)  ISBN 9784903849393
- 過活動膀胱診療ガイドライン(第2版)　日本排尿機能学会(編集)  ISBN 9784903849300
- 2003 Abram P他　The standardisation of terminology in lower urinary tract function: report from the standardisation sub-committee of the International Continence Society. Urology . 2003 Jan;61(1):37-49.
- 日本排尿機能学会用語委員会編集  日本排尿機能学会標準用語集 第1版  2020.5.11